# Väinö Ikonen
Väinö Vilhelm Johannes Ikonen (5. října 1895 Tuusniemi, Finsko – 10. února 1954 Helsinky, Finsko) byl finský zápasník a skokan o tyči.
Zápasu se začal věnovat koncem prvního desetiletí 20. století. Před tím se věnoval atletice, konkrétně skoku o tyči. V roce 1916 skončil v této disciplíně třetí na finském šampionátu.
V roce 1924 na olympijských hrách v Paříži vybojoval bronzovou medaili v bantamové váze.
V roce 1920 a 1921 získal titul šampiona severských zemí. V roce 1922 vybojoval titul finského šampiona v řecko-římském stylu v pérové váze a v roce 1924 ve volném stylu v bantamové váze. Po ukončení aktivní kariéry působil jako trenér u finské zápasnické reprezentace, byl rozhodčím (mimo jiné řídil boje na olympiádě v Berlíně) a byl členem správní rady finské zápasnické federace.